# 岩鬣蜥
岩鬣蜥是岩鬣蜥屬（Cyclura，又名圓尾蜥屬或圓尾鬣蜥屬）的蜥蜴，分佈在加勒比地區。牠們是高度的特有種，在每一個島上都只有一個物種或亞種。

## 分類
岩鬣蜥屬的學名是來自古希臘文的「圓尾」，取自牠們尾巴上的厚環，中文以圓尾蜥屬翻譯最接近。現時岩鬣蜥屬共有9個已描述的物種及8個確認的亞種。
- 巴哈馬圓尾鬣蜥（C. carinata）
  - 土凱鬣蜥（C. c. carinata）
  - 巴氏鬣蜥（C. c. bartschi）
- 牙買加鬣蜥（C. collei）
- 犀牛鬣蜥（C. cornuta）
  - 那瓦薩島犀牛鬣蜥（C. c. onchiopsis）：相信已經滅絕。
  - 摩那島犀牛鬣蜥（C. c. stejnegeri）
- 突棱圓鱗鬣蜥（C. cychlura）
  - 安得鲁斯島鬣蜥（C. c. cychlura）
  - 埃克斯馬鬣蜥（C. c. figginsi）
  - 艾倫礁石鬣蜥（C. c. inornata）
- 藍岩鬣蜥（C. lewisi）[10]藍岩鬣蜥。
- 古巴鬣蜥（C. nubila）

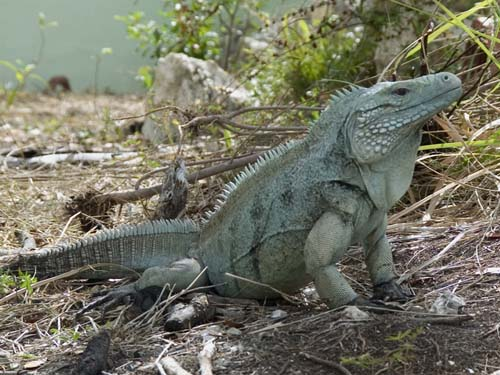
藍岩鬣蜥。

  - 開曼鬣蜥（C. n. caymanensis）
- 安那吉達島鬣蜥（C. pinguis）
- 瑞克岩鬣蜥（C. ricordi）
- 艾克林圓尾鬣蜥（C. rileyi）
  - 圣萨尔瓦多岩鬣蜥（C. r. rileyi）
  - 白岩鬣蜥（C. r. cristata）
  - 埃克林鬣蜥（C. r. nuchalis）

## 棲息地
岩鬣蜥一般分佈在加勒比地區的亞熱帶。牠們棲息在石灰岩及稀疏植被的環境，植被包括乾旱度中等的洋槐森林至較高的仙人掌。這些島嶼都是沒有火山的，有很多天然的石灰岩洞穴藏身。

## 食性及壽命
岩鬣蜥主要都是草食性的，吃不同種類的葉子、花朵、草莓及果實。一項研究發現岩鬣蜥曾吞下的種子發芽較其他的快，這些種子也有一種適應性會在非常短的雨季內萌芽。岩鬣蜥也扮演了傳播種子到其他地方的角色，尤其是當雌蜥遷徙至繁殖地時。故此岩鬣蜥可以保持生態系統的平衡。岩鬣蜥較罕見的也會吃昆蟲幼蟲、蟹、蛞蝓、鳥類屍體及真菌。個別個體也有是肉食性的。
在飼養下出生的岩鬣蜥中，紀錄最長壽的是開曼鬣蜥，壽命達33歲。另外，於1950年在大開曼曾捕獲一隻藍岩鬣蜥，於1985年進口到美國，後來於1997年借往德克薩斯州格拉迪波特動物園（Gladys Porter Zoo）。動物園內的職員將牠命名為哥斯拉，並一直活到2004年。在被捕捉時相信牠是15歲，臨終時69歲，是世界上最長壽的蜥蜴。

## 繁殖
岩鬣蜥是兩性異形的。雄蜥比雌蜥較大，背冠也較明顯。雄蜥的大腿上有股孔，用來釋放費洛蒙。
雄蜥一般在3-7歲就達至性成熟，詳細要視乎物種及亞種而定；雌蜥稍快，2-5歲就已達至性成熟。除了埃克斯馬鬣蜥外，其他雄蜥都是高度地盤性的。牠們會於每年第一個雨季前或開始時（約5-6月）進行交配，時間長達2-3個星期。雌蜥每次會生2-34隻蛋，平均每40天就生17隻蛋。大部份雌蜥都會在生蛋後幾日保護巢穴，孵化期為85天。岩鬣蜥蛋是所有蜥蜴中最大的。

## 保育狀況
所有岩鬣蜥都是瀕危物種：其中9種是處於極危、4種瀕危、3種易危及1種相信已經在野外滅絕。由於岩鬣蜥可以平衡生態系統，牠們的消失會造成嚴重的影響。由於牠們的數量非常稀少，加上土地的開發、過度放牧家畜及被野生哺乳動物和人類的獵殺，都對牠們造成直接或間接的傷害。

### 保育計劃
於1990年，美國動物園與水族館協會（American Zoo and Aquarium Association）將岩鬣蜥定為最優先保育的動物。他們率先飼養繁殖極危的藍岩鬣蜥。
印第安納波利斯動物園（Indianapolis Zoo）展開了對16種岩鬣蜥的研究及保育計劃。計劃包括了定立飼養及野生的生物基準值、科學調查、保育工作、實地調研及飼養繁殖計劃。動物園已在多明尼加共和國工作了接近10年，並繼續瑞克岩鬣蜥的研究及保育。

## 外部連結
- Cyclura.com （页面存档备份，存于）
- （英文）加勒比地區的自然歷史 （页面存档备份，存于）
- Blue Iguana Recovery Program
- the International Reptile Conservation Foundation （页面存档备份，存于）
- the Durrell Wildlife Conservation Trust （页面存档备份，存于）